# BILLIONAIRE 〜BOY MEETS GIRL〜
『BILLIONAIRE 〜BOY MEETS GIRL〜』（ビリオネア・ボーイ・ミーツ・ガール）は、trfの4枚目のスタジオ・アルバム。1994年7月27日にavex traxから発売された。

## 解説
trf初のミリオンヒットを記録した「survival dAnce 〜no no cry more〜」、アルバムのサブタイトルにもなっている「BOY MEETS GIRL」を含む全8曲。
アルバム全体のコンセプトである「夢は大きく持ちたいね。その夢を叶えるチャンスは道端に転がっているんだよ」「道端に転がっている石ころでも、磨けばダイヤモンドになることもある」ことを通して表現するために、ライナーノーツのビジュアルは「ツタンカーメンの黄金像」「色々な宝石の原石」で表現した。
DJ KOOの「音色がスイッチ一つで動き出すより、ドラマーがカウントを入れたほうが視覚面でもインパクトがある」という意見から、全体的なサウンドは「ホールツアーでバックバンドが活躍できるかどうか」を想定した音作りになった。

## 売上
- 初登場は竹内まりやの『Impressions』に阻まれ2位であったが、翌週に1位を獲得した。
- TRFのアルバムでは初のミリオンセラーとなった。

## 記録
- 第36回日本レコード大賞「ベストアルバム賞」受賞。

## 収録曲
| 全作詞・作曲・編曲: 小室哲哉。 |                                                |          |            |      |
| #                              | タイトル                                       | 作詞     | 作曲・編曲 | 時間 |
| 1.                             | 「BILLIONAIRE (ORIGINAL SUMMER '94 MIX)」      | 小室哲哉 | 小室哲哉   | 4:24 |
| 2.                             | 「Le Bleu (GRAND BLEU DANCE)」                 | 小室哲哉 | 小室哲哉   | 4:34 |
| 3.                             | 「BOY MEETS GIRL (12" CLUB MIX)」              | 小室哲哉 | 小室哲哉   | 7:10 |
| 4.                             | 「Sexual in Gravure (JAZZY GROOVE MIX)」       | 小室哲哉 | 小室哲哉   | 4:18 |
| 5.                             | 「TRUTH '94 (UNPLUGGED STYLE MIX)」            | 小室哲哉 | 小室哲哉   | 6:30 |
| 6.                             | 「KOOL LOVERS SENTIMENTAL (MEANING OF 3 MIX)」 | 小室哲哉 | 小室哲哉   | 5:03 |
| 7.                             | 「survival dAnce (12" REMIX)」                 | 小室哲哉 | 小室哲哉   | 6:40 |
| 8.                             | 「BILLIONAIRE (CLUB BEATMASTERS MIX)」         | 小室哲哉 | 小室哲哉   | 4:25 |
| 合計時間:                      | 合計時間:                                      | 43:04    |            |      |

## 楽曲解説
1. BILLIONAIRE (ORIGINAL SUMMER '94 MIX)
アルバムのリード曲。コンセプトは「やりたい事とやりたくない事を、どう選んでチャンスをつかむのか?」[2]「道端に落ちている原石が億万長者を目指す」[3]ことを示している。
2. Le Bleu (GRAND BLEU DANCE)
映画『グラン・ブルー』をモチーフに「海底」をイメージさせるようなハウス調のアレンジを施した[3]。
3. BOY MEETS GIRL (12" CLUB MIX)
7thシングル。
シングル収録のリミックス「DANCE 12" MIX」を元に、アルバム用にアレンジされた。
「trf CLUB TOUR seven8 '94」で初披露された[3]。
4. Sexual in Gravure (JAZZY GROOVE MIX)
既存の楽曲の断片のサンプリング音源の切り貼り等の編集をした後に、DJプレイを被せて出来上がった[3]。
5. TRUTH '94 (UNPLUGGED STYLE MIX)
1stアルバムに収録されている「TRUTH」のリプロダクト[3]。
6. KOOL LOVERS SENTIMENTAL (MEANING OF 3 MIX)
7. survival dAnce (12" REMIX)
6thシングル。
シングル収録のリミックス「original 12" mix」を元に、アルバム用にアレンジされた。
ジュリアナ東京の最終営業日のラストナンバーとなった[3]。
8. BILLIONAIRE (CLUB BEATMASTERS MIX)
1曲目「BILLIONAIRE (ORIGINAL SUMMER '94 MIX)」のリズムトラックをラガマフィン調にアレンジした[3]。

## BILLIONAIRE '96
- 1996年に台湾の AVEX から『BILLIONAIRE'96』(AVTCD-95015)が発売。日本では発売されておらず、その中で『EZ DO DANCE ('96 POP MIX)』や『WORLD GROOVE ('96 RADIO MIX)』など、日本盤では聞けないリミックスバージョンが収録されている。

### 曲リスト
1. BILLIONAIRE (CLUB BEATMASTERS MIX)
2. survival dAnce (SINGLE MIX)
3. EZ DO DANCE ('96 POP MIX)
4. TRUTH (UNPLUGGED STYLE MIX)
5. WORLD GROOVE ('96 RADIO MIX)
6. BOY MEETS GIRL (12" CLUB MIX)
7. KOOL LOVERS SENTIMENTAL (MEANING OF 3 MIX)
8. Le Bleu (GRAND BLEU DANCE)
9. Sexual in Groove (JAZZY GROOVE MIX)
10. BILLIONAIRE (ORIGINAL SUMMER MIX)
11. EZ DO DANCE (ORIGINAL MIX)
12. WORLD GROOVE (FOREST AMBIENT)
13. WORLD GROOVE (MAIN MESSAGE)